# La Tête

La Tête (Голова, Golova) est un film russe réalisé par Svetlana Baskova en 2003.

## Synopsis
Un homme riche reçoit en héritage une tête sans corps mais non sans vie. Cette tête qui personnifie le passé communiste dégradé, entretient avec son maître, bandit issu des nouvelles générations, une relation complexe morale et psychologique mais une relation qui ne débouche que sur la destruction cynique et sans espoir de ce troublant témoin d'un passé rejeté.

## Fiche technique
- Titre : La Tête
- Titre original : Голова (Golova)
- Réalisation : Svetlana Baskova
- Scénario : Svetlana Baskova
- Film russe
- Date de sortie : 2003
- Format : couleurs
- Genre : Drame, gore, art et essai
- Durée : 90 minutes
- Interdit en France
- Production : Svetlana Baskova

## Distribution
- Leonid Machinski (Леонид МАШИНСКИЙ)
- Aleksandr Maslaev (Александр МАСЛАЕВ)
- Aleksandr Mironov (Александр МИРОНОВ)
- Sergueï Pakhomov (Сергей ПАХОМОВ)
- Anatoli Osmolovski

## Prix et récompenses
Grand prix du Festival "Kinoshock" de la C.E.I., 2004, dans la catégorie "Films sans pellicule" (Без кинопленки)